# Janet Taylor
Pour les articles homonymes, voir Taylor.
Janet Taylor (née le 13 mai 1804 et morte le 25 janvier 1870  ), née Jane Ann Ionn, est une astronome et experte en navigation anglaise. Elle a publié divers ouvrages sur l'astronomie et la navigation, fondé une académie pour l'enseignement de ces matières et dirigé un atelier axé sur la distribution, la production et la réparation d'instruments de navigation. Son Académie était très appréciée et recommandée par la Compagnie des Indes orientales, Trinity House et l'Amirauté. En reconnaissance de son travail, elle a reçu des médailles des rois de Prusse et des rois des Pays-Bas, et sa règle de calcul de la latitude à partir des altitudes a été décrite comme « ingénieuse ». Taylor était l'une des très rares femmes travaillant comme facteur d'instruments scientifiques à Londres au 19e siècle. Son "Mariner's Calculator", breveté en 1834, a été rejeté par l'Amirauté.

## Biographie
Taylor est née à Wolsingham du révérend Peter Ionn et Jane Deighton, étant la quatrième née d'une famille de huit personnes. Son père était maître de la Free Grammar School, qui était l'une des rares écoles du nord du comté à inclure la navigation dans son programme d'études, et il a permis à Jane Ann d'assister à la fois au lycée de base et aux cours théoriques de navigation. Après la mort de son père, Jane Ann a poursuivi ses études avec des études théoriques de navigation. Le décès de son père lui a laissé une bonne fortune, qu'elle a investie sans réserve dans une carrière dans l'éducation nautique, un domaine dominé par les hommes à l'époque.
Lorsqu'elle épouse George Taylor, un veuf avec trois enfants, en 1831, elle devient belle-mère et change son nom en Janet. Ils ont déménagé au nord de Theobald's Road à Londres et c'est là que Janet a décidé de démarrer sa première académie nautique en 1833. Cette académie était strictement réservée aux officiers du service marchand. Pendant cette période, elle a publié "Luni-Solar and Horary Tables", qui a discuté des calculs qui ont pu "réduire la distance lunaire" en utilisant une formule qu'elle a dérivée elle-même. Elle a poursuivi son chemin dans la navigation et en 1834 a reçu un brevet pour son invention d'une calculatrice Mariner. L'invention n'a pas été approuvée par l'Amirauté, la jugeant indigne pour le patronage des seigneuries. Plus tard, elle a publié une deuxième édition du livre, "Principles of Navigation Simplified". Cependant, le coût de la création de la deuxième édition de ce livre et de la calculatrice du marin l'a mise dans une situation où elle perdait lentement son capital.
Par la suite, elle a passé un certain temps à travailler sur la formule qu'elle a dérivée pour son premier livre publié afin de l'améliorer davantage. Vers le milieu des années 1835, elle a eu un enfant. Après l'amélioration de la formule qu'elle a dérivée pendant un certain temps, elle a pu publier la troisième édition des "Tableaux Luni-Solaires et Horaires", qui a été rendue possible grâce aux dons de l'Amirauté, de la Trinité et de l'Honorable East India Company, à qui elle a également consacré le livre. Elle doit une grande partie de ce succès à l'hydrographe Francis Beaufort, qui l'a aidé à faire accepter son travail par l'établissement naval. L'augmentation de la fortune de la librairie a permis aux Taylors de passer au n ° 103 Minories, et c'est là qu'ils ont mis en place un «entrepôt de navigation». Ce succès signifiait que Taylor était de plus en plus reconnue comme une mathématicienne et un entrepreneur crédible. Pendant quelques années après, elle a continué à éditer son livre, plus tard renommé en "Tableaux Lunaire-Solaire et Horaire", vendant un total de sept éditions. Le dernier tirage est apparu en 1854. En outre, elle a terminé douze éditions d'un "Épitomé de la navigation", la dernière édition paraissant en 1859. George Taylor a fini par reprendre les activités d'édition de l'entreprise afin que Janet consacre du temps à l'éducation des enfants et poursuive son travail d'écriture.
En 1843, Taylor a décidé de se concentrer sur les boussoles dans les navires en fer. Elle a travaillé spécifiquement avec l'astronome George Biddell Airy, qui recommandera plus tard son nom à toute personne qui pourrait utiliser ses efforts. En 1845, elle nomme William Reynolds pour développer une usine d'instruments nautiques en son nom, ce qui entraîne l'entrée d'instruments dans la Grande Exposition de 1851 et l'Exposition internationale de 1862. Une série d'événements malheureux s'est abattue sur elle, à commencer par la mort de son mari George Taylor en 1853, puis par le départ de ses deux cadres supérieurs qui l'ont quittée pour démarrer leur entreprise. À partir de 1860, Taylor a commencé à recevoir une pension sur la liste civile de 50 £ par an, et vers cette année, son académie nautique a changé de nom pour Mme Janet Taylor and Co, ce qui signifie qu'elle était devenue une entreprise. On sait qu'elle a payé des impôts fonciers pour son entreprise jusqu'en 1866, mais en 1870, elle est tombée malade. Pendant ce temps, elle vit avec sa sœur Joyce et son mari le révérend. Matthew Chester. Le 26 janvier 1870, Mme Janet Taylor est décédée d'une bronchite. Sur son certificat de décès, sa profession est indiquée comme «Enseignante en navigation».

## Travaux
- Tables lunaires pour calculer les distances [6]
- Tables luni-solaires et horaires [5]
- Principes de navigation simplifiés
- La quintessence de la navigation